# Шалльбах
Шалльбах (нім. Schallbach) — громада в Німеччині, знаходиться в землі Баден-Вюртемберг. Підпорядковується адміністративному округу Фрайбург. Входить до складу району Леррах.
Площа — 3,95 км2. Населення становить 768 ос. (станом на 31 грудня 2020).